# Pöttöm kalandok
A Pöttöm kalandok (eredeti cím: Tiny Toon Adventures) a Warner Bros. által készített amerikai televíziós rajzfilmsorozat, amelyet 1990 és 1992 között sugároztak az amerikai televízióadók, a Fox Kids.

## Szereplők
| Szereplő    | Szereplő         | Eredeti hang                                    | Magyar hang                                                                                     | Magyar hang        |
| Magyar név  | Eredeti név      | Eredeti hang                                    | 1. szinkron (1995–2001)                                                                         | 2. szinkron (2012) |
| ----------- | ---------------- | ----------------------------------------------- | ----------------------------------------------------------------------------------------------- | ------------------ |
| Öcsi nyuszi | Buster Bunny     | Charles Adler John Kassir                       | Boros Zoltán                                                                                    | Bolba Tamás        |
| Fülű nyuszi | Babs Bunny       | Tress MacNeille                                 | Murányi Tünde                                                                                   | Solecki Janka      |
| Vagány      | Plucky Duck      | Joe Alaskey                                     | Szűcs Sándor                                                                                    | Rajkai Zoltán      |
| Visonka     | Hampton J. Pig   | Don Messick                                     | Teizi Gyula                                                                                     | Seszták Szabolcs   |
| Montana Max | Montana Max      | Danny Cooksey                                   | Petrik Péter                                                                                    | Fekete Zoltán      |
| Elmyra Duff | Elmyra Duff      | Cree Summer                                     | Detre Annamária                                                                                 | Dögei Éva          |
| Shirley     | Shirley the Loon | Gail Matthius                                   | Roatis Andrea (1995) Böhm Anita (2001)                                                          | Kokas Piroska      |
| Fifi        | Fifi La Fume     | Kath Soucie                                     | Pálos Zsuzsa                                                                                    |                    |
| Szédüli     | Dizzy Devil      | Maurice LaMarche                                | Tardy Balázs (1995) Holl Nándor (A Szédüli megszelídül c. epizódban) Karácsonyi Zoltán (2001)   | Kerekes József     |
| Édike       | Sweetie Pie      | Candi Milo                                      | Papp Ágnes                                                                                      |                    |
| Szőrmók     | Furrball         | Frank Welker Rob Paulsen                        | Felföldi László (1995) Rudas István (2001)                                                      |                    |
| Hapci       | Little Sneezer   | Kath Soucie                                     | Bíró Anikó Györgyi Anna (a Macskavizsga c. epizódban)                                           |                    |
| Gogo Dodo   | Gogo Dodo        | Frank Welker                                    | Halmágyi Sándor (1995) Fazekas István (2001) Perlaki István (a Cirkusz a cirkuszban c. részben) |                    |
| Tapsi Hapsi | Bugs Bunny       | Jeff Bergman Noel Blanc Greg Burson John Kassir | Harkányi Endre (1995) Bor Zoltán (2001)                                                         | Háda János         |
| Dodó kacsa  | Daffy Duck       | Jeff Bergman Greg Burson                        | Perlaki István                                                                                  |                    |
| Cucu malac  | Porky Pig        | Bob Bergen Noel Blanc                           | Lux Ádám (1995) Szokol Péter (2001)                                                             |                    |
| Lepcses     | Fowlmouth        | Rob Paulsen                                     | Alföldi Róbert                                                                                  |                    |
| Roderick    | Roderick Rat     | Charles Adler                                   | Harsányi Gábor                                                                                  | Lippai László      |

### Magyar változat
| A magyar változat munkatársai | A magyar változat munkatársai | A magyar változat munkatársai |
| Beosztás                      | 1. szinkron (1995–2001)       | 2. szinkron (2012)            |
| ----------------------------- | ----------------------------- | ----------------------------- |
| Magyar szöveg                 | Neményi Róza Pethő Klára      | Paár Judit                    |
| Szerkesztő                    | Kovács Katalin                | –                             |
| Hangmérnök                    | Zombori László                | Házi Sándor                   |
| Rendezőasszisztens            | Győrvári Judit                | –                             |
| Vágó                          | Talpas Iván                   | Kránitz Bence                 |
| Gyártásvezető                 | Miklai Mária                  | Újréti Zsuzsa                 |
| Szinkronrendező               | Tomasevics Zorka              | Somló Andrea Éva              |
| Megrendelő                    | Magyar Televízió              | Boomerang                     |
| Szinkronstúdió                | Videovox Stúdió Kft.          | SDI Media Hungary             |